# Disparago
Disparago là một chi thực vật có hoa trong họ Cúc (Asteraceae).

## Loài
Chi Disparago gồm các loài: